# Асташ
Асташ — река в России, протекает в Башкортостане. Устье реки находится в 38 км по левому берегу Малой Сурени. Длина реки составляет 25 км.

## Данные водного реестра
По данным государственного водного реестра России относится к Уральскому бассейновому округу, водохозяйственный участок реки — Большой Ик, речной подбассейн отсутствует. Речной бассейн реки — Урал (российская часть бассейна).
Код объекта в государственном водном реестре — 12010000612112200006269.